# 真音樂現場
《真音樂現場》，無限延伸音樂、鑫盛影視共同監製，網路平台Li TV、Line TV週一、三、五每次更新一集，由「雙黃」黃子佼、黃韻玲輪流主持。同時每週六日晚上八點在MOD 靖天育樂台CH304播出4集。
歌手陣容強大，蕭敬騰、蕭煌奇、亂彈阿翔、彭佳慧、潘越雲、李愛綺、艾怡良號稱史上「最多金曲歌王歌后」的音樂節目。

## 播出時間

### 首播
| 頻道          | 播出時間       | 播出日期 | 備註 |
| ------------- | -------------- | -------- | ---- |
| Line TV Li TV | 每週一三五更新 | －至今   |      |